# Княжа Лука
Княжа Лука — село в Україні, у Хорольській міській громаді Лубенського району Полтавської області. Населення становить 337 осіб. До 2020 орган місцевого самоврядування — Староаврамівська сільська рада.

## Назва
В 2016 році, відповідно до пункту 29 частини першої статті 85 Конституції України, пункту 8 статті 7 Закону України «Про засудження комуністичного та націонал-соціалістичного (нацистського) тоталітарних режимів в Україні та заборону пропаганди їхньої символіки», враховуючи пропозиції, подані органами місцевого самоврядування, та рекомендації Українського інституту національної пам'яті, Верховна Рада України постановляє змінити назву села Улянівка на село Княжа Лука.

## Географія
Село Княжа Лука знаходиться на правому березі річки Хорол, вище за течією на відстані 1,5 км розташоване село Слобідка, нижче за течією на відстані 0,5 км розташоване село Стайки, на протилежному березі — село Мелюшки. Річка в цьому місці звивиста, утворює лимани, стариці та заболочені озера.

## Історія
12 червня 2020 року, відповідно до розпорядження Кабінету Міністрів України № 721-р «Про визначення адміністративних центрів та затвердження територій територіальних громад Полтавської області», село увійшло до складу Хорольської міської громади..
19 липня 2020 року, в результаті адміністративно - територіальної реформи та ліквідації Хорольського району, село увійшло до складу новоутвореного Лубенського району.

## Політика

### Парламентські вибори, 2019
На позачергових парламентських виборах 2019 року у селі функціонувала окрема виборча дільниця № 530896, розташована у приміщенні школи.
Результати
- зареєстрований 191 виборець, явка 81,68%, найбільше голосів віддано за «Слугу народу» — 44,16%, за Всеукраїнське об'єднання «Батьківщина» — 20,13%, за «Опозиційну платформу — За життя» — 11,04%.[3] В одномандатному окрузі найбільше голосів отримав Фахраддін Мухтаров (самовисування) — 28,57%, за Анастасію Ляшенко (Слуга народу) — 22,08%, за Олексія Баганця (Всеукраїнське об'єднання «Батьківщина») — 18,83%[4].

## Економіка
- Молочно-товарна ферма.

## Відомі люди
- Аксеніченко Ганна Антонівна (1951) — депутат Верховної Ради УРСР 10-го та 11-го скликань.
- Прокопенко Ганна Дмитрівна (1939) — доярка колгоспу імені Леніна Хорольського району Полтавської області. Депутат Верховної Ради УРСР 9-10-го скликань.